# Homohadena dinalda
Homohadena dinalda är en fjärilsart som beskrevs av Smith 1908. Homohadena dinalda ingår i släktet Homohadena och familjen nattflyn. Inga underarter finns listade i Catalogue of Life.